# Sallingsund
 Sallingsund  was tot 2007 een gemeente in Denemarken. De oppervlakte bedroeg 99,46 km². De gemeente telde 6083 inwoners waarvan 3089 mannen en 2994 vrouwen (cijfers 2005). Sallingsund werd in 2007 toegevoegd aan de gemeente Skive.